# Ömer Asan

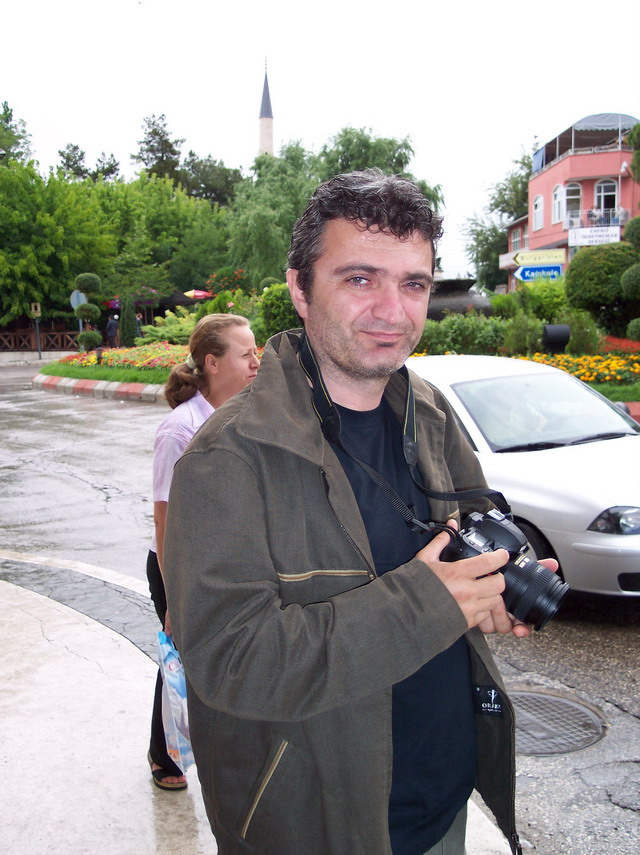
Ömer Asan 2005

Ömer Şükrü Asan (* 28. Mai 1961 in Trabzon) ist ein türkischer Volkskundler, Fotograf und Autor.

## Leben
Ömer Şükrü Asan widmete sein erstes veröffentlichtes Werk dem Dorf Çoruk im Landkreis Of (Regierungsbezirk Trabzon). Auf diese Monographie folgten eine Biographie des Schriftstellers Hasan İzzettin Dinamo und ein Band mit Kurzgeschichten: Niko’nun Kemençesi (Nikos Geige) Er gründete den Verlag Heyamola Yayınları, der sich inzwischen mit über fünfhundert Titeln vor allem über Städte und lokale Kulturen einen herausragenden Platz im türkischen Verlagslandschaft erarbeitet hat. Seit 2010 gibt er die vierteljährlich erscheinende Literaturzeitschrift Roman Kahramanları (Romanhelden) heraus und initiierte er das gleichnamige Literaturfestival, das jährlich in Istanbul stattfindet. Mit Unterstützung des türkischen Kultusministeriums erklärte er 2012 den 21. Dezember zum »Welttag der Romanhelden«.
Asan produzierte einen Dokumentarfilm Gündelikçi Kadınlar über weibliche Haushaltshilfen, der 2006 beim 43. internationalen Filmfest »Goldene Orange« von Antalya (Altın Portakal Film Festivali) und beim 9. Frauenfilmfestival (Seoul International Women's Film Festival) jeweils den ersten Preis erhielt.
Neben seinen Büchern hat Asan zahlreiche Artikel in verschiedenen Zeitungen veröffentlicht, unter anderem in International Herald Tribune, Milliyet, Radikal und Sabah.
Ömer Asan wurde 1996 mit dem Abdi-İpekçi-Preis für Frieden und Freundschaft ausgezeichnet.

## Werke
- Pontos Kültürü. Istanbul 1996, ISBN 975-344-220-3.
- Hasan İzzettin Dinamo. Biographie. Istanbul 2000, ISBN 975-344-226-2.
- Niko'nun kemençesi. Kurzgeschichten. Istanbul 2005, ISBN 975-6121-03-3.